# Rallye Chile
Die Rallye Chile ist ein Motorsport-Wettbewerb in der Umgebung der Stadt Concepción in der Region von Biobío.
Im Jahr 2019 wurde die Rallye nach einem erfolgreichen Testevent 2018 in die Rallye-Weltmeisterschaft (WRC) aufgenommen. Das Land Chile war das 32. Land, in dem die WRC, seit dem Start der Weltmeisterschaft 1973, einen WM-Lauf ausgetragen hatte. Wegen COVID-19 musste die Austragung der Rallye Chile 2020 und 2021 abgesagt werden.

## Gesamtsieger
| Jahr | Rallye          | Fahrer          | Co-Pilot        | Auto                   | Status |
| ---- | --------------- | --------------- | --------------- | ---------------------- | ------ |
| 2019 | 1. Rallye Chile | Ott Tänak       | Martin Järveoja | Toyota Yaris WRC       | WRC    |
| 2023 | 2. Rallye Chile | Ott Tänak       | Martin Järveoja | Ford Puma Rally1       | WRC    |
| 2024 | 3. Rallye Chile | Kalle Rovanperä | Jonne Halttunen | Toyota GR Yaris Rally1 | WRC    |